# Финснехта мак Томмалтайг

Ирландия в середине IX — начале XI века

Финснехта мак Томмалтайг (Финнехта из Луибнеха; др.‑ирл. Finsnechta mac Tommaltaig, англ. Finnechta of Luibnech; умер в 848) — король Коннахта (843—848) из рода Уи Бриуйн.

## Биография
Финснехта был одним из сыновей умершего в 774 году Томмалтаха мак Мургайла и правнуком правителя Коннахта Индрехтаха мак Муйредайга. Его братьями были коннахтские короли Муиргиус мак Томмалтайг и Диармайт мак Томмалтайг. Финснехта принадлежал к септу Сил Муйредайг, одной из частей Уи Бриуйн Ай. Земли Уи Бриуйн находились на равнине Маг Ай, располагаясь вокруг древнеирландского комплекса Круахан.
Финснехта мак Томмалтайг получил коннахтский престол в 843 году, после смерти короля Фергуса мак Фотайда. Его предшественник был последним представителем септа Сил Катайл, обладавшим единоличной властью над Коннахтом. Об обстоятельствах перехода власти от представителя Сил Катайл к члену Сил Муйредайг в исторических источниках сведений не сохранилось. В списке коннахтских правителей из «Лейнстерской книги» правильно сообщается о том, что Финснехта был преемником короля Фергуса, однако ошибочно указывается, что этот монарх правил двенадцать лет.
В правление Финснехты мак Томмалтайга продолжились нападения викингов на коннахтские земли. В 845 году войско норманнов под командованием Тургейса разорило королевства Коннахт и Миде, предав огню многие из местных монастырей. Несмотря на то, что в том же году Тургейс был казнён королём Миде Маэлсехнайллом мак Маэл Руанайдом, в 846 году коннахтцы потерпели новое поражение от викингов. В ирландских анналах сообщается о множестве коннахтцев, погибших в этом сражении.
Финснехта мак Томмалтайг скончался в 848 году. По свидетельству анналов, незадолго до смерти король отрёкся от власти и принял духовный сан. В «Хронике скоттов» Финснехта назван «святым из Луибнеха». Возможно, после отречения от престола бывший король удалился в один из монастырей, располагавшихся вблизи современного Лимерика.
Преемником Финснехты мак Томмалтайга на престоле Коннахта был его внучатый племянник Конхобар мак Тайдг Мор.